# Cressonomyia
Cressonomyia is een vliegengeslacht uit de familie van de oevervliegen (Ephydridae).

## Soorten
- C. aciculata (Loew, 1862)
- C. aeneonigra (Loew, 1878)
- C. hinei (Cresson, 1922)
- C. skinneri (Cresson, 1922)